# Семейные ценности (Город грехов)
«Семейные ценности» (англ. Family Values) — графический роман издательства Dark Horse Comics. Пятый сюжет в серии «Город грехов» и третий, последний сюжет о герое Дуайте Маккарти. В отличие от четырёх прошлых историй, «Семейные ценности» были выпущены как графический роман, а не ограниченная серия комиксов, выпускаемая потом в виде тома в мягкой обложке.

## Сюжет
Дуайт Маккарти по просьбе Гейл ищет убийц одной из девочек Старого города, Кармен. В этом ему помогает его верная напарница Михо.

## Награды
Премия Харви в категории «Лучший графический альбом или оригинальная работа» за 1998 год.